# Élections générales québécoises de 1881
L'élection générale québécoise de 1881 est tenue le 2 décembre 1881 afin d'élire à l'Assemblée législative du Québec les députés de la 5e législature. Il s'agit de la 5e élection générale dans la province de Québec depuis la confédération canadienne de 1867. Le Parti conservateur du Québec est reconduit au pouvoir avec un gouvernement majoritaire dirigé par le premier ministre Joseph-Adolphe Chapleau.

## Contexte
Lors de l'élection précédente, les conservateurs avaient remporté un seul siège de plus que les libéraux. Toutefois, ces derniers étaient parvenus à former un gouvernement minoritaire avec l'appui de deux députés conservateurs indépendants. Le 31 octobre 1879, quatre députés libéraux changent d'allégeance et font défection vers le Parti conservateur, permettant aux conservateurs de reprendre le pouvoir sans qu'il y ait eu d'élections quand. Joseph-Adolphe Chapleau devient alors premier ministre.
À l'automne 1881, il déclenche de nouvelles élections générales. Joly de Lotbinière est toujours le chef des libéraux, mais la vedette montante de son parti est Honoré Mercier. Le principal enjeu de cette élection est la situation précaire des finances de la province. Une dette importante avait été contractée pour la construction d'un chemin de fer et il est question de le privatiser. Un ami du premier ministre Chapleau, Louis-Adélard Sénécal, avait beaucoup profité de cette situation, ce qui fait crier les libéraux au scandale.
Les conservateurs retrouvent leur majorité dans le vote populaire lors de cette élection, contrairement à l'élection précédente ou le résultat avait été extrêmement serré. Le premier ministre Chapleau augmente encore sa majorité à l'Assemblée législative. Cependant il a de l'ambition du côté fédéral et il démissionnera quelques mois après l'élection.
On utilise encore la carte électorale de 1867, avec 65 circonscriptions électorales.

## Dates importantes
- 8 novembre 1881 : Émission du bref d'élection.
- 2 décembre 1881 : scrutin
- 8 mars 1882 : ouverture de la session.

## Résultats
| Conservateur | Libéral   | Conservateur indépendant |
| 49 sièges    | 15 sièges | 1 siège                  |
| ^            |           |                          |
| majorité     |           |                          |

### Résultats par parti politique
Pour une liste complète des députés élus lors de cette élection, ainsi que les décès, démissions et élections partielles ayant eu lieu par la suite, veuillez consultez l'article 5e législature du Québec.
| Partis | Partis                   | Chef                             | Candidats | Sièges | Sièges | Voix   | Voix   | Voix    |
| Partis | Partis                   | Chef                             | Candidats | 1878   | Élus   | Nb     | %      | +/-     |
| --- | ------------------------ | -------------------------------- | --------- | ------ | ------ | ------ | ------ | ------- |
| | Conservateur             | Joseph-Adolphe Chapleau          | 57        | 32     | 49     | 49 152 | 50,4 % | +0,89 % |
| | Libéral                  | Henri-Gustave Joly de Lotbinière | 45        | 31     | 15     | 38 020 | 39 %   | -8,52 % |
| | Conservateur indépendant | Conservateur indépendant         | 11        | 2      | 1      | 8 796  | 9 %    | +6,00 % |
| | Libéral indépendant      | Libéral indépendant              | 3         | -      | -      | 1 557  | 1,6 %  | -       |
| | Indépendant              | Indépendant                      | 1         | -      | -      | 34     | 0 %    | -       |
| Total | Total                    | Total                            | 117       | 65     | 65     | 97 559 | 100 %  |         |
| Le taux de participation lors de l'élection était de 60,4 % et 1 949 bulletins ont été rejetés. Il y avait 223 221 personnes inscrites sur la liste électorale pour l'élection, toutefois seules 164 693 personnes avaient plus d'un candidat dans leur district. |                          |                                  |           |        |        |        |        |         |

Élus sans opposition : 12 conservateurs, 5 libéraux

### Résultats par circonscription
- Argenteuil : William Owens (Parti conservateur)
- Bagot :  Antoine Casavant (Parti conservateur)
- Beauce : Jean Blanchet (Parti conservateur)
- Beauharnois : Célestin Bergevin (Parti conservateur)
- Bellechasse : Narcisse-Henri-Édouard Faucher de Saint-Maurice (Parti conservateur)
- Berthier : Joseph Robillard (Parti conservateur)
- Bonaventure : Louis-Joseph Riopel (Parti conservateur)
- Brome : William Warren Lynch (Parti conservateur)
- Chambly : Michel-Dosithée-Stanislas Martel (Parti conservateur)
- Champlain : Robert Trudel (Parti conservateur)
- Charlevoix : Onésime Gauthier (Parti conservateur)
- Châteauguay : Édouard Laberge (Parti libéral)
- Chicoutimi-Saguenay : Élie Saint-Hilaire (Conservateur indépendant)
- Compton : William Sawyer (Parti conservateur)
- Deux-Montagnes : Charles Champagne (Parti conservateur)
- Dorchester : Nicodème Audet (Parti conservateur)
- Drummond-Arthabaska : William John Watts (Parti libéral)
- Gaspé : Edmund James Flynn (Parti conservateur)
- Hochelaga : Louis Beaubien (Parti conservateur)
- Huntingdon : Alexander Cameron (Parti libéral)
- Iberville : Alexis-Louis Demers (Parti libéral)
- Jacques-Cartier : Narcisse Lecavalier (Parti conservateur)
- Joliette : Vincent-Paul Lavallée (Parti conservateur)
- Kamouraska : Charles-Antoine-Ernest Gagnon (Parti libéral)
- La Prairie : Léon-Benoît-Alfred Charlebois (Parti conservateur)
- L'Assomption : Joseph Marion (Parti conservateur)
- Laval : Louis-Onésime Loranger (Parti conservateur)
- Lévis :  Étienne-Théodore Pâquet (Parti conservateur)
- L'Islet : Charles Marcotte (Parti conservateur)
- Lotbinière : Henri-Gustave Joly de Lotbinière (Parti libéral)
- Maskinongé : Édouard Caron (Parti conservateur)
- Mégantic : George Irvine (Parti libéral)
- Missisquoi : Elijah Edmund Spencer (Parti conservateur)
- Montcalm : Jean-Baptiste-Trefflé Richard (Parti conservateur)
- Montmagny : Louis-Napoléon Fortin (Parti conservateur)
- Montmorency : Louis-Georges Desjardins (Parti conservateur)
- Montréal-Centre : George Washington Stephens (père) (Parti libéral)
- Montréal-Est : Louis-Olivier Taillon (Parti conservateur)
- Montréal-Ouest : James McShane (Parti libéral)
- Napierville :  François-Xavier Paradis (Parti conservateur)
- Nicolet : Charles-Édouard Houde (Parti conservateur)
- Ottawa : Louis Duhamel (Parti conservateur)
- Pontiac : Thomas Bryson (Parti conservateur)
- Portneuf : Jean-Docile Brousseau (Parti conservateur)
- Québec (comté) : Pierre Garneau (Parti conservateur)
- Québec-Centre :  Rémi-Ferdinand Rinfret (Parti libéral)
- Québec-Est : Joseph Shehyn (Parti libéral)
- Québec-Ouest : Félix Carbray (Parti conservateur)
- Richelieu : Léon Leduc (Parti conservateur)
- Richmond-Wolfe : Jacques Picard (Parti conservateur)
- Rimouski : Louis-Napoléon Asselin (Parti conservateur)
- Rouville : Étienne Poulin (Parti conservateur)
- Saint-Hyacinthe : Honoré Mercier (Parti libéral)
- Saint-Jean : Félix-Gabriel Marchand (Parti libéral)
- Saint-Maurice : François L. Désaulniers (Parti conservateur)
- Shefford : Isidore Frégeau (Parti conservateur)
- Sherbrooke : Joseph Gibb Robertson (Parti conservateur)
- Soulanges : William Duckett (Parti conservateur)
- Stanstead : John Thornton (Parti conservateur)
- Témiscouata : Georges-Honoré Deschênes (Parti conservateur)
- Terrebonne : Joseph-Adolphe Chapleau (Parti conservateur)
- Trois-Rivières : Sévère Dumoulin (Parti conservateur)
- Vaudreuil : Émery Lalonde (Parti conservateur)
- Verchères : Abraham Bernard (Parti libéral)
- Yamaska : Jonathan Saxton Campbell Würtele (Parti conservateur)

## Sources
- Section historique du site de l'Assemblée nationale du Québec
- Jacques Lacoursière, Histoire populaire du Québec, tome 4, éditions du Septentrion, Sillery (Québec), 1997
- Élection générale 2 décembre 1881 — QuébecPolitique.com

1. ↑  Pierre Drouilly, Statistiques électorales du Québec. 1867-1989, Québec, 
Assemblée nationale du Québec, 1990, 3e éd., 962 p. (ISBN 2-551-12466-2).